# Milvignes
Milvignes es una comuna suiza del cantón de Neuchâtel, situada en el distrito de Boudry. La comuna es el resultado de la fusión el 1 de enero de 2013 de las antiguas comunas de Auvernier, Bôle y Colombier.

## Geografía
La comuna se encuentra situada a orillas del lago de Neuchâtel. Limita al norte con la comuna de Corcelles-Cormondrèche, al noreste con Peseux y Neuchâtel, al sur con Boudry, y al oeste con Rochefort.

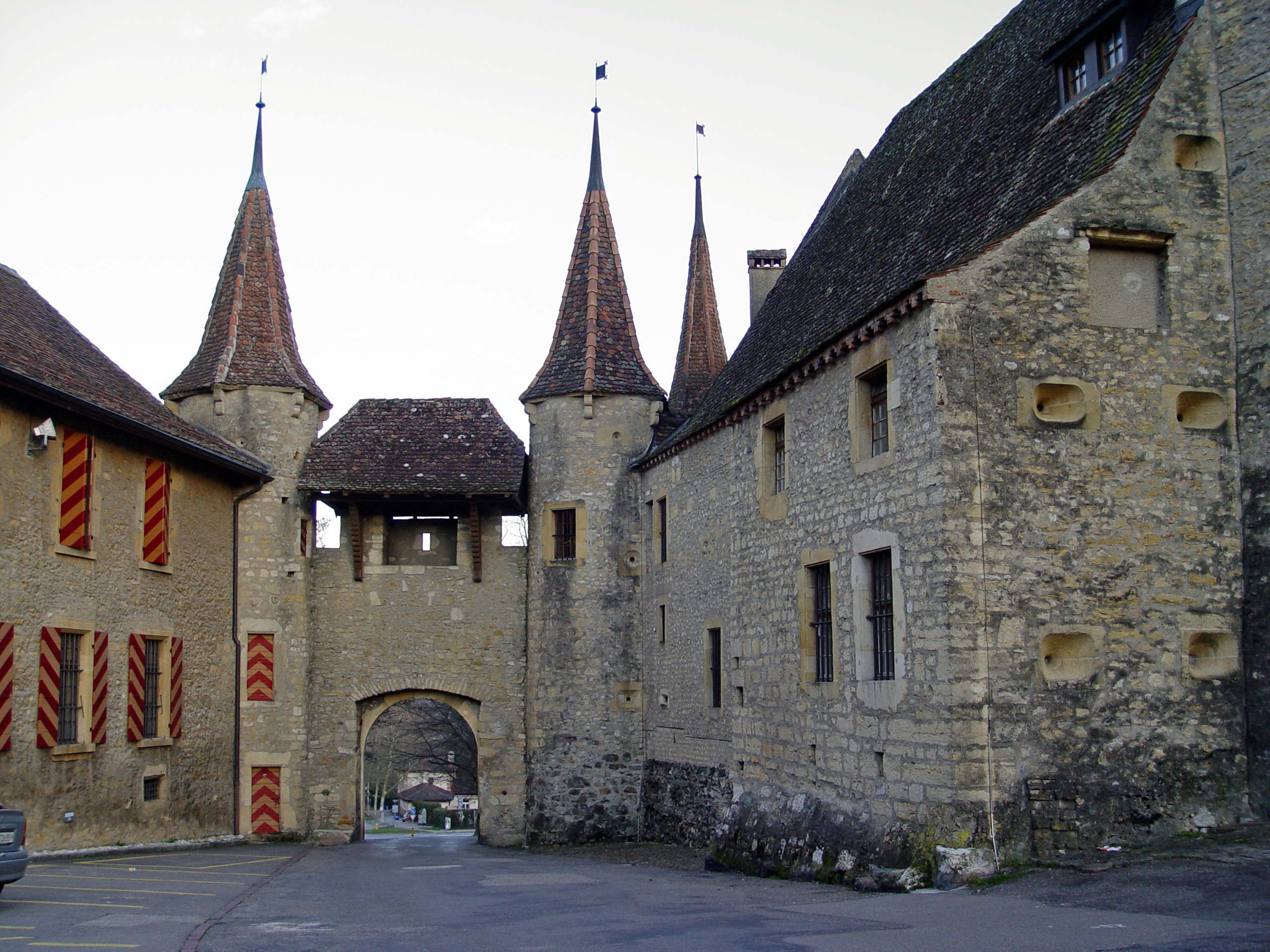
Castillo de Colombier.

## Transportes
Ferrocarril
Cuenta con dos estaciones ferroviarias en la que efectúan parada trenes regionales.